# Gebze
Gebze este un oraș din Turcia.